# Constant Girard

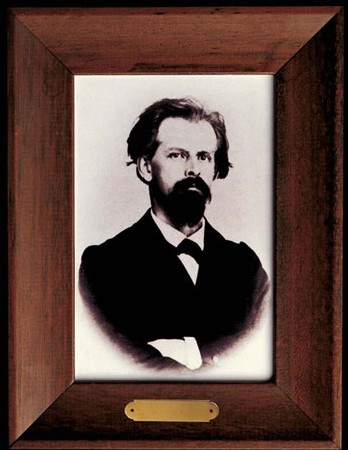
Constant Girard

Constant Girard (La Chaux-de-Fonds, 1825 — La Chaux-de-Fonds, 1903) foi um relojoeiro suíço do século XIX que marcou os tempos devido a seus desenvolvimentos realizados nos sistemas de escapamento, em especial o Turbilhão. Seu relógio mais famoso,  o Turbilhão com três pontes de ouro, continua sendo fabricado hoje em versões mais modernas pela manufatura de relógios Suíços Girard-Perregaux.

## Sua vida
Constant Girard começou sua carreira como aprendiz de relojoeiro da  La Sagne, nas montanhas de Neuchâtel, na Suíça. Em 1845, ele se juntou ao relojoeiro C. Robert. Por volta de 1852, ele exerceu sua profissão sob o nome de “Girard & Cie”, ao lado de seu irmão mais velho Numa.
Em 1854, Girard se casou com Marie Perregaux (1831-1912), que veio de uma família de relojoeiros,  e os dois fundaram a empresa de manufatura de relógios Suíços em La Chaux-de-Fonds que ainda hoje carrega a combinação de seus nomes de família: Girard-Perregaux. O negócio desenvolveu-se rapidamente e logo expandiu-se por todo o mundo. Constant Girard-Perregaux foi igualmente ativo na vida social, política e econômica de La Chaux-de-Fonds. Ele morreu em 1903.

## O Turbilhão com três pontes de ouro

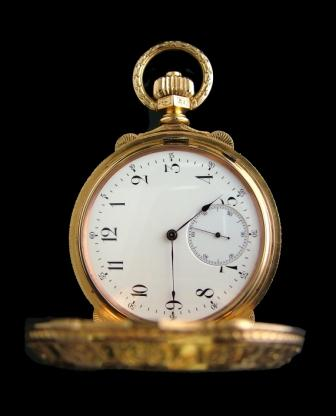
La Esmeralda, tourbillon sous trois ponts d'or, médaille d'or à l'exposition universelle de Paris 1889

Constant Girard dedicou muitos anos ao estudo e concepção de diversos sistemas de escapamentos e em particular ao Turbilhão. Inventado no século 19, o turbilhão neutralizou os diferentes efeitos  que a gravidade proporciona a um relógio mantido na posição vertical contra a de um relógio na posição horizontal, graças a uma gaiola móvel que carrega o órgão de decantação.
Constant Girard redesenhou as três pontes, parte do movimento do relógio, em forma de flechas dispostas em paralelo. Com o design patenteado em 1884, o Turbilhão com três pontes em ouro foi premiado com uma medalha de ouro na Exposição Universal de Paris em 1889.

## Outras realizações
Constant Girard foi igualmente interessado na medição do tempo e ele ilustrou isso nos seus relógios cronômetros. Girard-Perregaux  foi recompensado com várias medalhas de ouro e diplomas por suas criações expostas na Europa e América. 
Algumas de suas criações são apresentadas no Museu Girard-Perregaux situado em  La Chaux-de-Fonds, Suíça.